# Marian Brudzisz
Marian Brudzisz (ur. 8 września 1930 w Rożnowicach, zm. 6 kwietnia 2022 w Tuchowie) – polski duchowny katolicki, redemptorysta, historyk Kościoła.

## Życiorys
Pierwszą profesję zakonną złożył 2 sierpnia 1948 w Łomnicy-Zdroju, natomiast profesję wieczystą 2 sierpnia 1953 w Tuchowie. Święcenia kapłańskie otrzymał 19 czerwca 1955 z rąk abpa Włodzimierza Jasińskiego w Tuchowie.
W latach 1956–1960 odbywał w Katolickim Uniwersytecie Lubelskim studia teologiczne, jak również studia z zakresu historii Kościoła oraz kurs archiwistyki kościelnej. Po ich ukończeniu pracował jako duszpasterz w Zamościu (1960–1962). Następnie był nauczycielem historii, geografii, nauki o Polsce i świecie współczesnym oraz biologii w tajnym juwenacie w Braniewie i Łomnicy-Zdroju (1962–1965), a potem także w Tuchowie (1965–1966). Po uzyskaniu tytułu doktora historii pod kierunkiem ks. prof. Mariana Rechowicza, w marcu 1967, podjął wykłady z historii Kościoła w Wyższym Seminarium Duchownym Redemptorystów w Tuchowie. Z zaangażowaniem pełnił także funkcję dyrektora seminaryjnej biblioteki, którą organizował na nowo (1967–1985). 
W latach 1970–1980 dostarczał książki teologiczne dla księży i katolików świeckich w Czechosłowacji oraz uczestniczył w przygotowaniu kandydatów do kapłaństwa, organizując tajne święcenia. W latach 1987–89 pracował w Archiwum Generalnym w Rzymie, zaś w latach 1989–2001 był dyrektorem Biblioteki Akademii Alfonsjańskiej, którą zmodernizował.
W 2002 powrócił do Polski i zamieszkał w Krakowie, gdzie kontynuował badania nad historią swojego zgromadzenia i pracą redemptorystów wśród Polonii. Współpracował z Instytutem Historii Zgromadzenia Redemptorystów w Rzymie i z Encyklopedią katolicką, a także z Ośrodkiem Badań nad Polonią i Duszpasterstwem Polonijnym KUL, który w 2016 roku uhonorował go Nagrodą Naukową im. Ireny i Franciszka Skowyrów. Współpracował ponadto z Polskim Słownikiem Biograficznym oraz ze Słownikiem Polskich Teologów Katolickich. Uporządkował również Archiwum Polskiej Misji Katolickiej we Francji (kilkunastomiesięczną pracę zakończył w 2014). Jest autorem licznych artykułów i haseł encyklopedycznych poświęconych redemptorystom i polskiej emigracji (głównie we Francji) oraz kilku książek.
Kilkanaście ostatnich miesięcy życia spędził w Tuchowie, gdzie zmarł 6 kwietnia 2022.